# Bodrogolaszi
Bodrogolaszi este un sat în districtul Sárospatak, județul Borsod-Abaúj-Zemplén, Ungaria, având o populație de 958 de locuitori (2011). 

## Demografie
Componența etnică a satului Bodrogolaszi
     Maghiari (98,64%)
     Necunoscut (0,49%)
     Alții (0,86%)
Componența confesională a satului Bodrogolaszi
     Romano-catolici (31%)
     Reformați (20,04%)
     Greco-catolici (13,99%)
     Fără religie (2,19%)
     Necunoscută (32,05%)
     Atei (0,73%)
     Alte religii (3,65%)
Conform recensământului din 2011, satul Bodrogolaszi avea 958 de locuitori. Din punct de vedere etnic, majoritatea locuitorilor (98,64%) erau maghiari. Apartenența etnică nu este cunoscută în cazul a 0,49% din locuitori. Nu există o religie majoritară, locuitorii fiind romano-catolici (31,0%), reformați (20,04%), greco-catolici (13,99%) și persoane fără religie (2,19%). Pentru 32,05% din locuitori nu este cunoscută apartenența confesională.